# 절편 (떡)
절편은 틀에 넣어 다양한 무늬를 찍어 모양있게 만든 떡이다. 멥쌀가루로 만든 떡의 일종이다. 시루떡이나 백설기를 만들 때와는 달리 시루에 찐 쌀가루를 반죽하여 잘게 쪼갠 뒤 떡살을 찍어낸다. 꽃, 글자, 수레바퀴 등 다양한 문양이 있다. 먹을 때 절편 위에 참기름을 발라 먹으면 된다.

## 품종
흰 설기를 으깨면 흰 절편이 된다. 때로는 떡을 찌고 쑥과 함께 두드려서 짙은 녹색의 쑥절편을 만들기도 한다. 수리취로 만든 또 다른 진한 녹색 절편은 수리취절편이라고 하며 전통적으로 단오 축제 기간 동안 제공된다. 송기절편이라 불리는 분홍색 절편은 소나무 내피로 떡을 두드려 만든 것이다.

## 갤러리

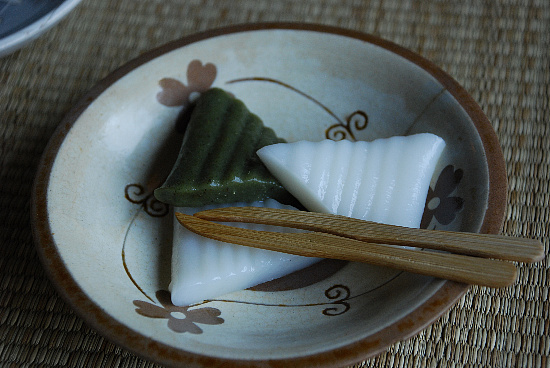
절편 1
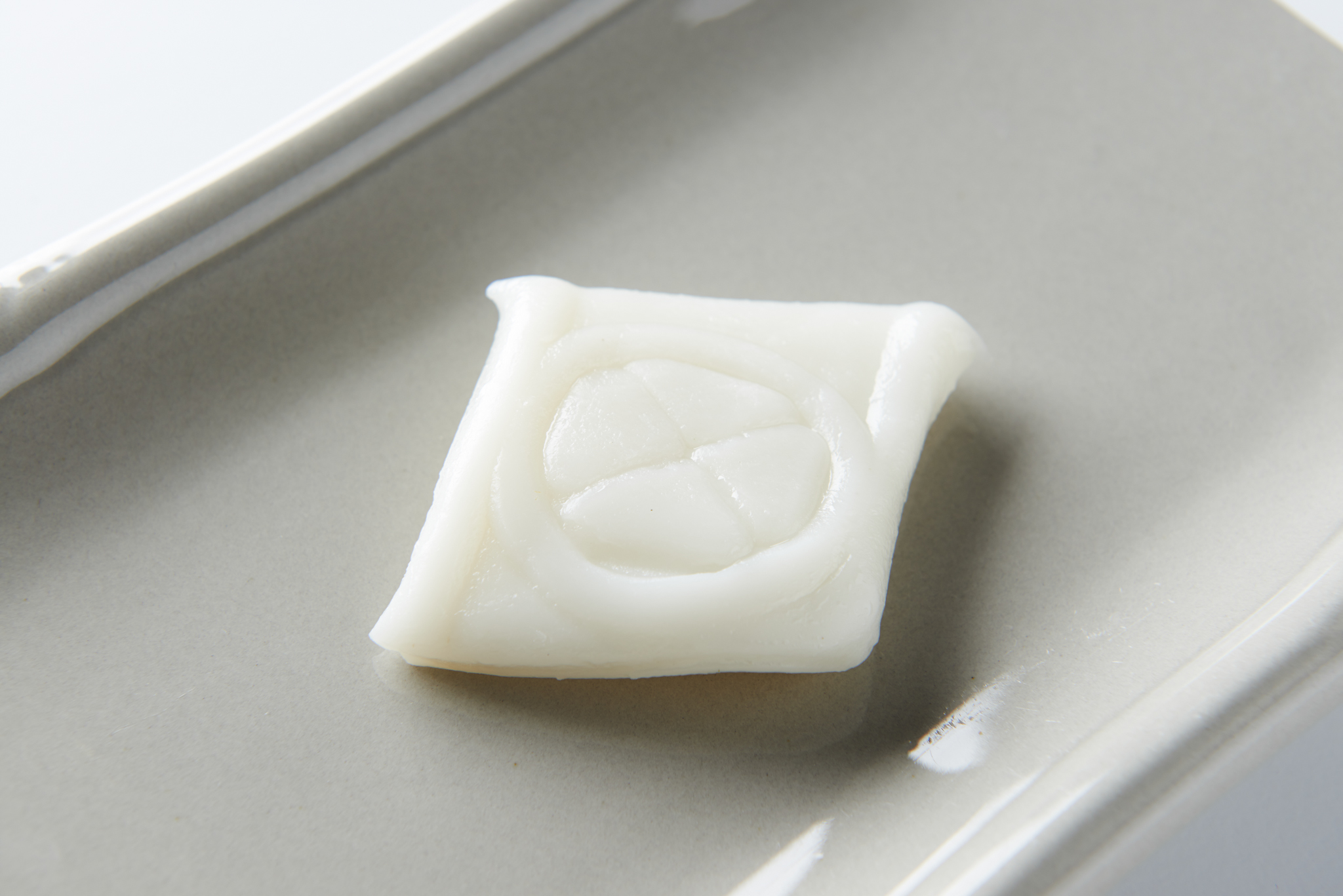
절편 2
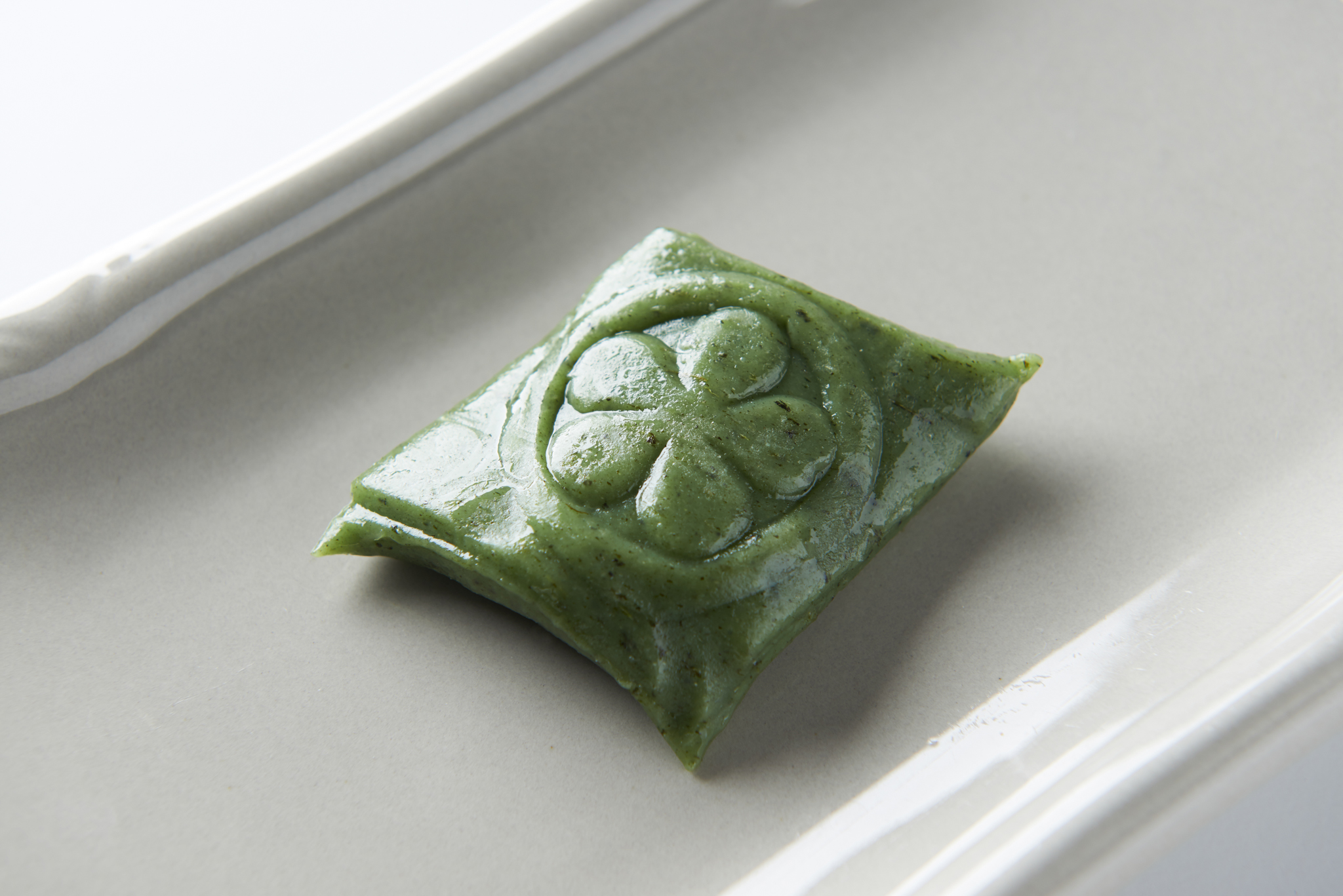
절편 3
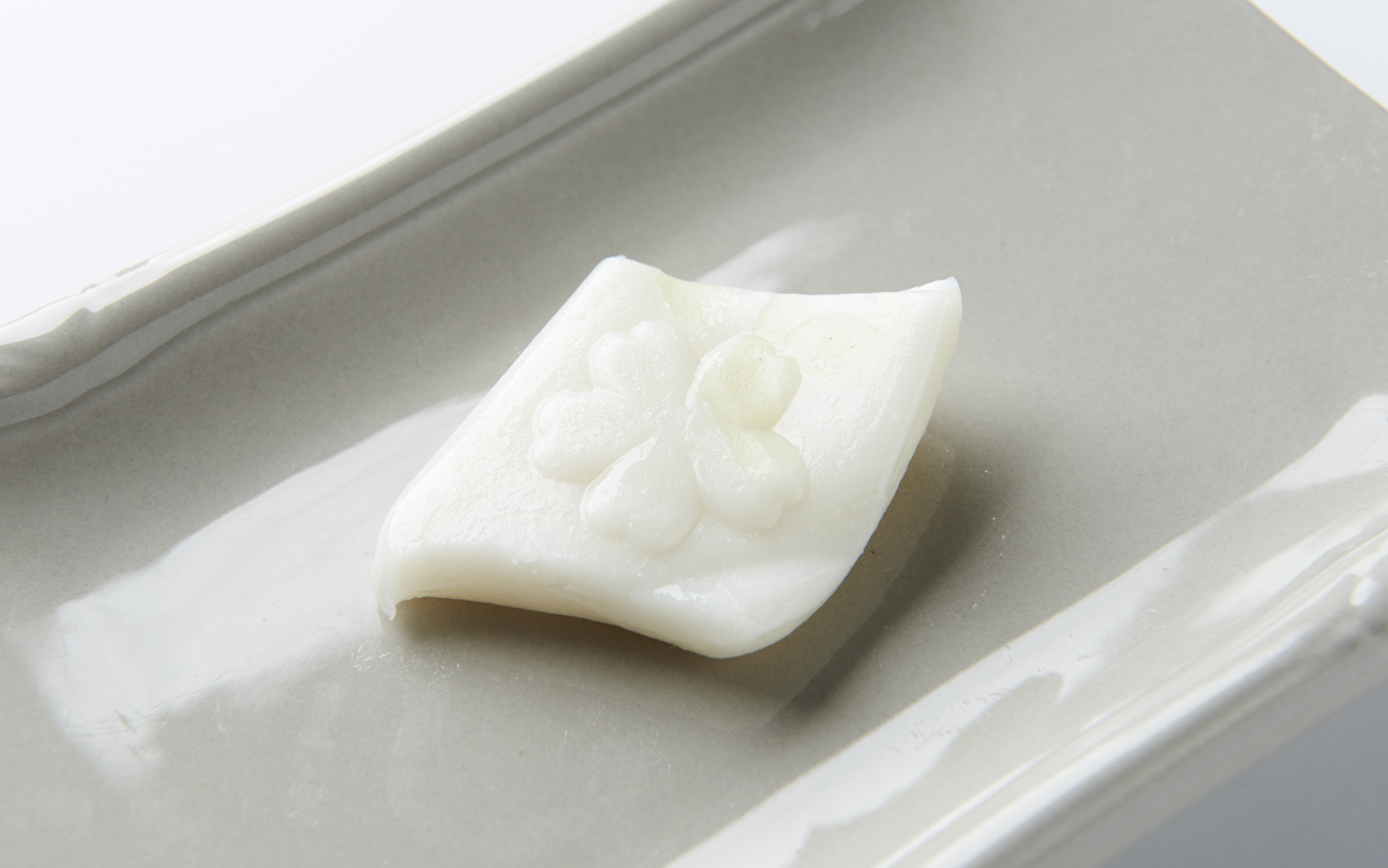
절편 4
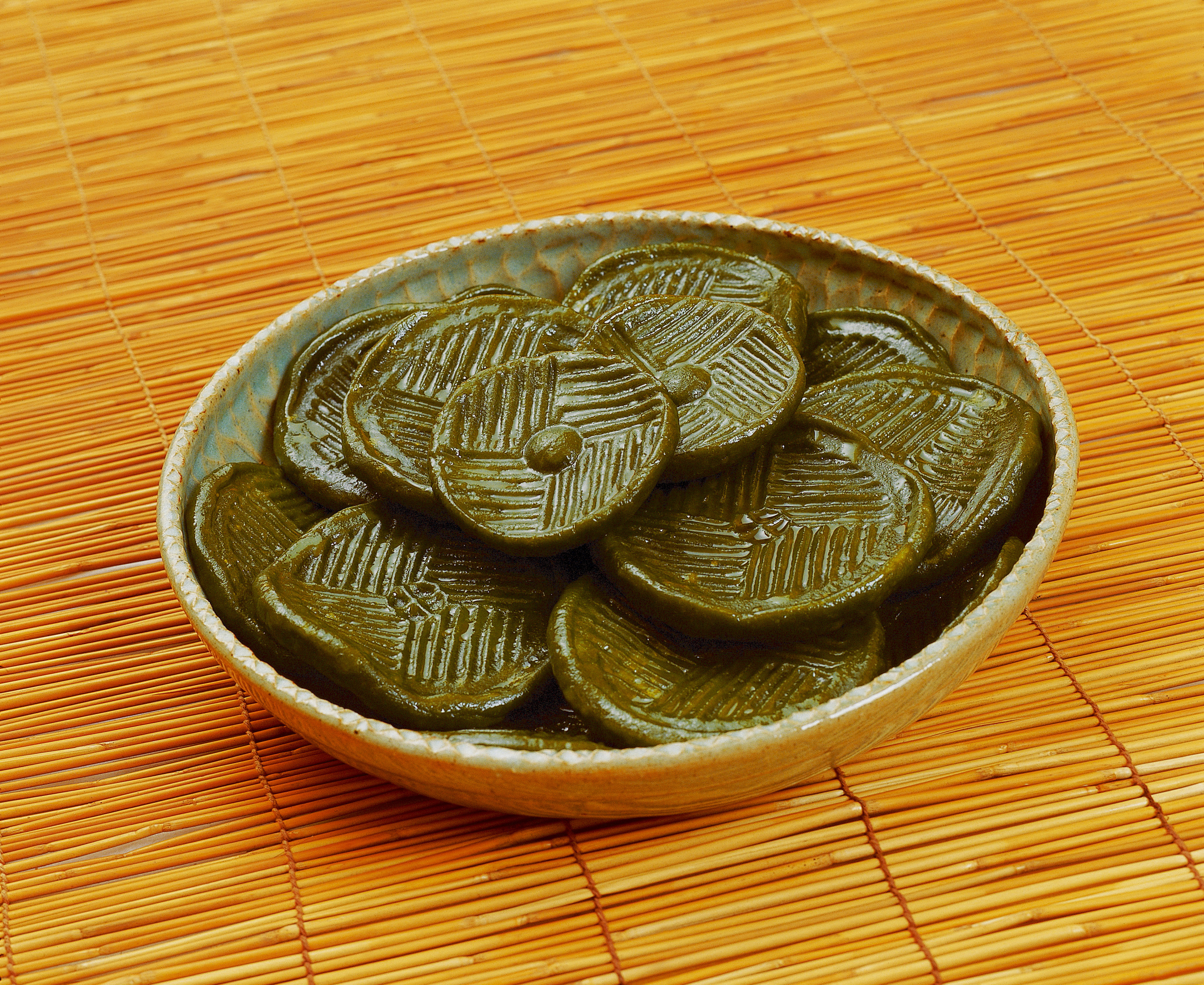
절편 5
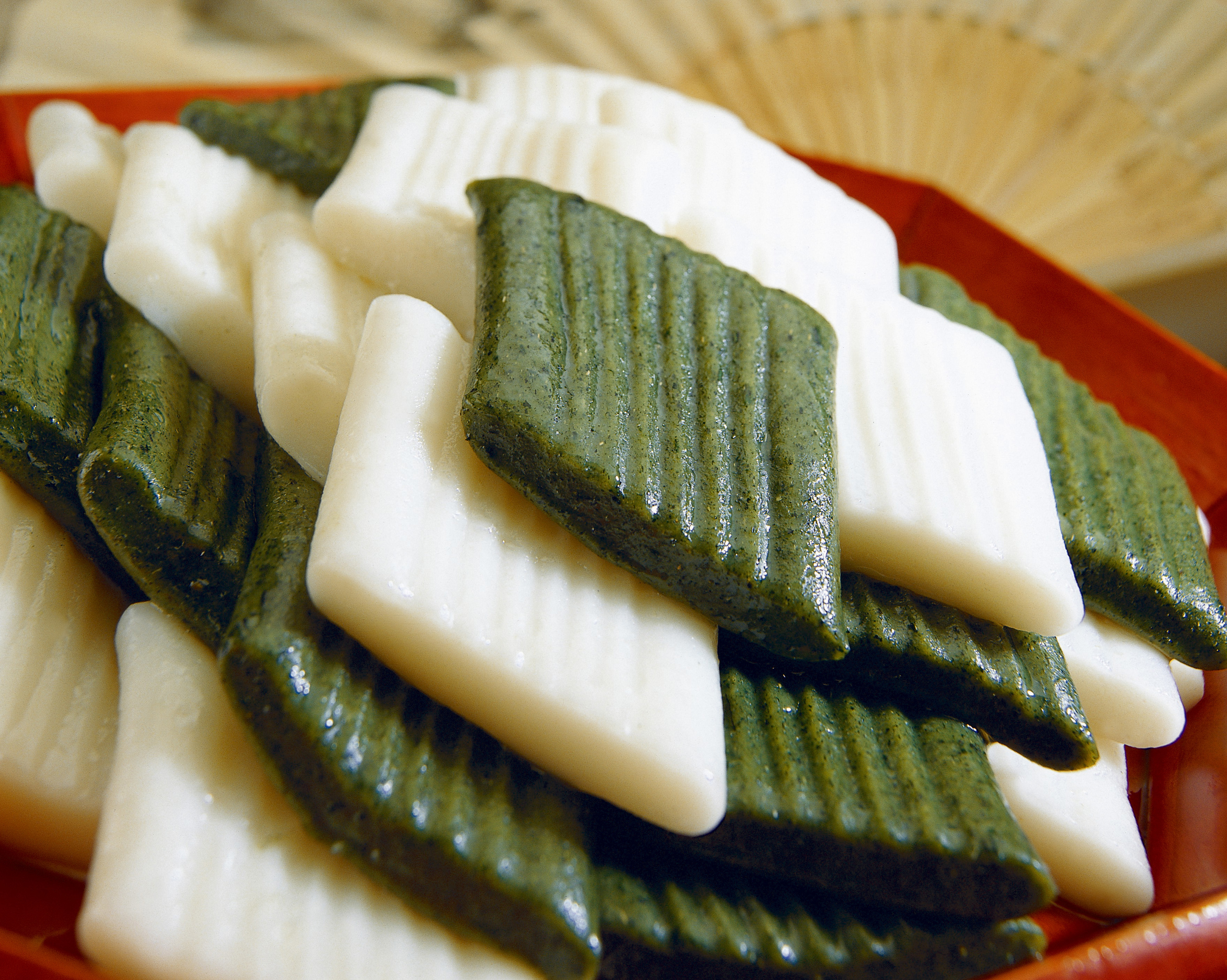
절편 6
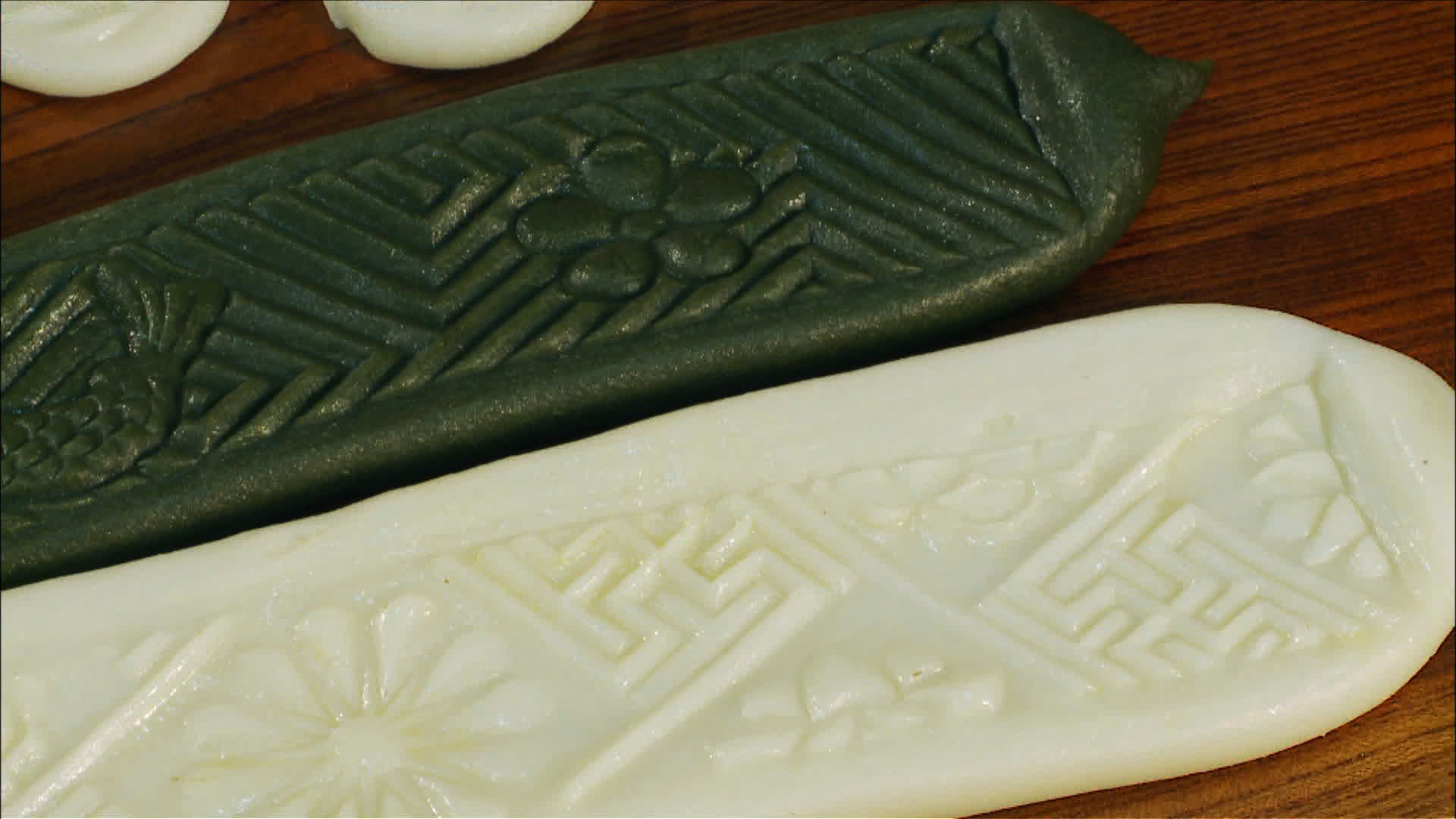
절편 A
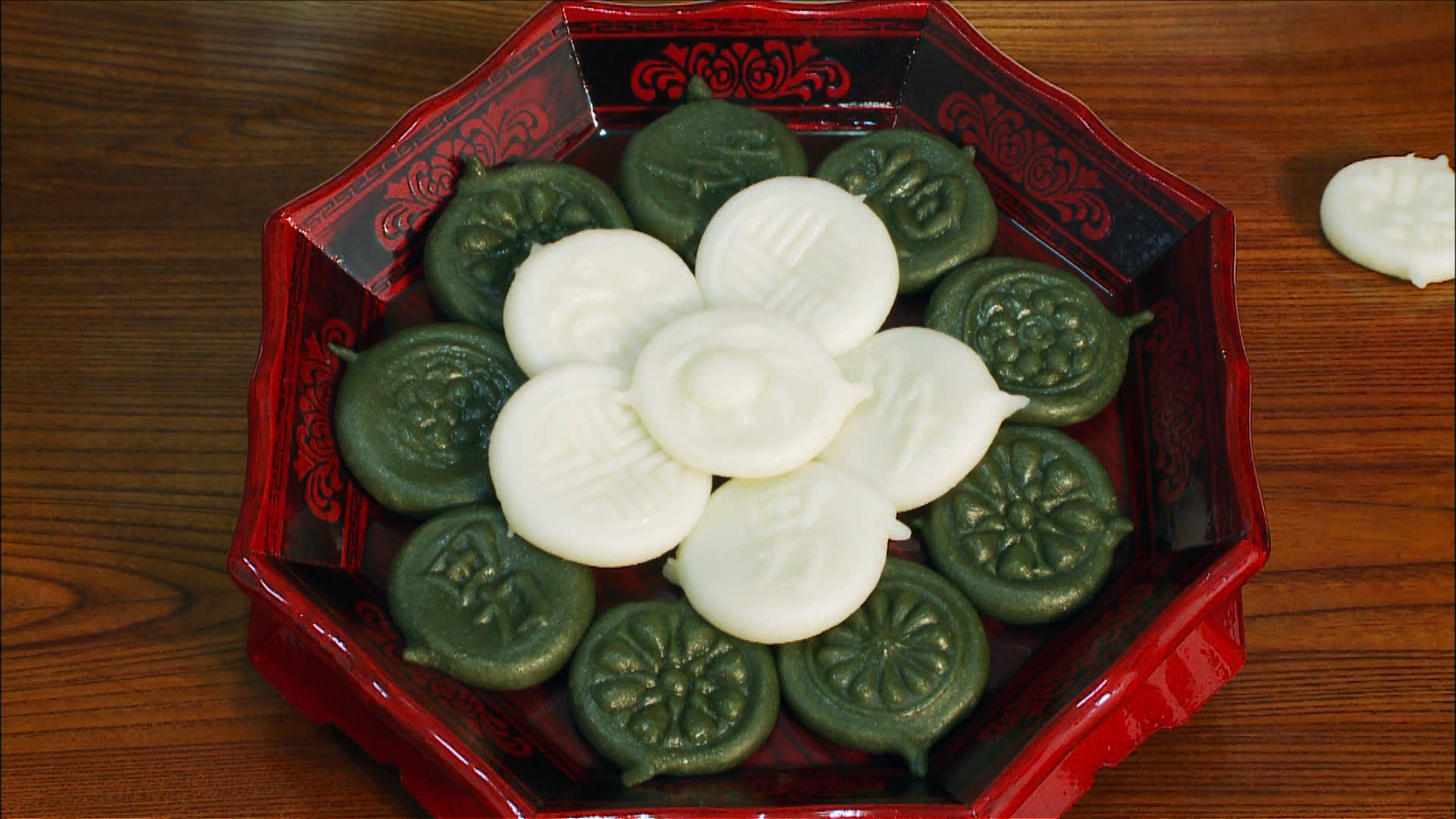
절편 B
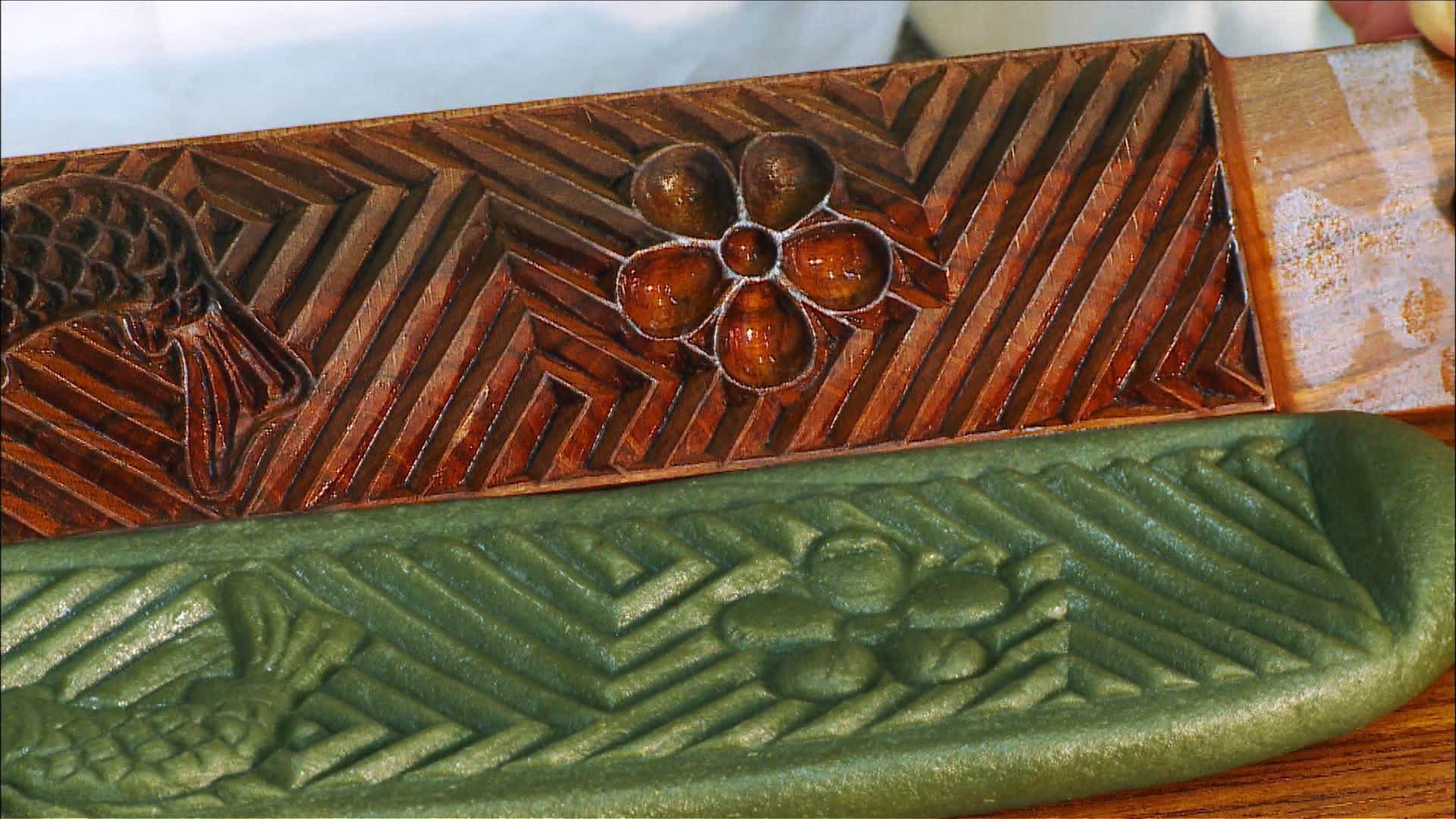
틀에 찍은 쑥 절편

## 같이 보기
- 증편
- 송편
- 참취